# Fração do pão

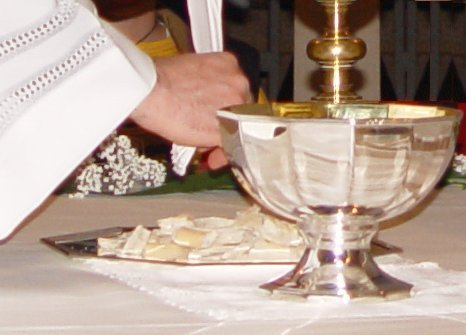
Hóstia fracionada, agora o Corpo de Cristo.

A fração do pão é o ato de partir a hóstia consagrada antes da distribuição aos comungantes, durante o rito eucarístico em  algumas denominações cristãs.

## Uma das quatro ações
É quase universalmente reconhecido que o rito de partir o pão é uma das quatro ações que compõem a liturgia cristã eucarística:
1. levar o pão e vinho (o ofertório)
2. consagrar o pão e vinho, para que se tornem o Corpo e Sangue de Cristo (a transubstanciação)
3. partir o Corpo de Cristo (a fração)
4. distribuir a Eucaristia (a comunhão)

## Cristianismo Ocidental

### Rito Romano
No Rito Romano da Igreja Católica, é acompanhado pelo canto ou recitação do Cordeiro de Deus, também chamado Agnus Dei. Ele é "o canto litúrgico que desde os tempos antigos é cantado na Missa no momento da fractio panis, ou Fração do Pão, que precede o Rito da Comunhão tanto do padre quanto do as pessoas".
A Igreja Católica recomenda que o pão utilizado na celebração "seja feito de tal forma que o padre na Missa com uma congregação possa, na prática, parti-lo em partes para distribuição a pelo menos alguns dos fiéis". Não exclui o uso de pequenas hóstias, "quando o número dos que recebem a Sagrada Comunhão ou outras necessidades pastorais o exigem". Continua dizendo: "A ação da fração ou partir do pão, que deu nome à Eucaristia nos tempos apostólicos, fará com que se manifeste mais claramente a força e a importância do sinal da unidade de todos no único pão, e do sinal da caridade pelo fato de que o único pão é distribuído entre os irmãos e irmãs."